# Snowboard nos Jogos Olímpicos de Inverno de 2022 - Snowboard cross masculino
O snowboard cross masculino do snowboard nos Jogos Olímpicos de Inverno de 2022 ocorreu no dia 10 de fevereiro no Parque de Neve Genting, em Zhangjiakou.

## Medalhistas
| Ouro   | AUT Alessandro Hämmerle |
| Prata  | CAN Éliot Grondin       |
| Bronze | ITA Omar Visintin       |

## Resultados

### Ranqueamento
A fase de ranqueamento foi realizada às 11:15.
| Pos. | Ordem | Atleta              | País                | Descida 1 | Descida 2 | Melhor  | Notas |
| ---- | ----- | ------------------- | ------------------- | --------- | --------- | ------- | ----- |
| 1    | 15    | Éliot Grondin       | CAN Canadá          | 1:16.29   | –         | 1:16.29 |       |
| 2    | 7     | Julian Lüftner      | AUT Áustria         | 1:17.00   | –         | 1:17.00 |       |
| 3    | 13    | Jakob Dusek         | AUT Áustria         | 1:17.05   | –         | 1:17.05 |       |
| 4    | 2     | Alessandro Hämmerle | AUT Áustria         | 1:17.24   | –         | 1:17.24 |       |
| 5    | 11    | Martin Nörl         | GER Alemanha        | 1:17.38   | –         | 1:17.38 |       |
| 6    | 16    | Omar Visintin       | ITA Itália          | 1:17.68   | –         | 1:17.68 |       |
| 7    | 8     | Hagen Kearney       | USA Estados Unidos  | 1:17.81   | –         | 1:17.81 |       |
| 8    | 4     | Cameron Bolton      | AUS Austrália       | 1:17.92   | –         | 1:17.92 |       |
| 9    | 3     | Lorenzo Sommariva   | ITA Itália          | 1:17.98   | –         | 1:17.98 |       |
| 10   | 12    | Nick Baumgartner    | USA Estados Unidos  | 1:18.01   | –         | 1:18.01 |       |
| 11   | 23    | Umito Kirchwehm     | GER Alemanha        | 1:18.22   | –         | 1:18.22 |       |
| 12   | 19    | Paul Berg           | GER Alemanha        | 1:18.31   | –         | 1:18.31 |       |
| 13   | 20    | Liam Moffatt        | CAN Canadá          | 1:18.45   | –         | 1:18.45 |       |
| 14   | 9     | Lukas Pachner       | AUT Áustria         | 1:18.49   | –         | 1:18.49 |       |
| 15   | 17    | Adam Dickson        | AUS Austrália       | 1:18.56   | –         | 1:18.56 |       |
| 16   | 6     | Merlin Surget       | FRA França          | 1:18.64   | –         | 1:18.64 |       |
| 17   | 10    | Adam Lambert        | AUS Austrália       | 1:19.33   | 1:17.56   | 1:17.56 |       |
| 18   | 25    | Jake Vedder         | USA Estados Unidos  | 1:18.83   | 1:17.88   | 1:17.88 |       |
| 19   | 18    | Tommaso Leoni       | ITA Itália          | 1:19.45   | 1:18.13   | 1:18.13 |       |
| 20   | 24    | Mick Dierdorff      | USA Estados Unidos  | 1:19.66   | 1:18.64   | 1:18.64 |       |
| 21   | 14    | Lucas Eguibar       | ESP Espanha         | 1:18.73   | 1:19.93   | 1:18.73 |       |
| 22   | 5     | Kalle Koblet        | SUI Suíça           | 1:19.39   | 1:18.94   | 1:18.94 |       |
| 23   | 21    | Yoshiki Takahara    | JPN Japão           | 1:19.26   | 1:19.16   | 1:19.16 |       |
| 24   | 22    | Loan Bozzolo        | FRA França          | 1:19.75   | 1:19.23   | 1:19.23 |       |
| 25   | 30    | Daniil Donskikh     | ROC                 | 1:19.36   | 1:19.93   | 1:19.36 |       |
| 26   | 28    | Kevin Hill          | CAN Canadá          | 1:20.24   | 1:19.45   | 1:19.45 |       |
| 27   | 1     | Glenn de Blois      | NED Países Baixos   | 1:20.75   | 1:19.69   | 1:19.69 |       |
| 28   | 29    | Jarryd Hughes       | AUS Austrália       | 1:21.28   | 1:20.48   | 1:20.48 |       |
| 29   | 31    | Huw Nightingale     | GBR Grã-Bretanha    | 1:20.79   | 1:20.72   | 1:20.72 |       |
| 30   | 26    | Léo Le Blé Jaques   | FRA França          | 1:21.06   | 1:21.36   | 1:21.06 |       |
| 31   | 27    | Filippo Ferrari     | ITA Itália          | 1:24.77   | DNF       | 1:24.77 |       |
| 32   | 32    | Radek Houser        | CZE República Checa | DNS       | DNS       | DNS     |       |

### Fase eliminatória
Os três primeiros de cada bateria avançam para a fase seguinte. Nas semifinais os três primeiros de cada bateria vão para a grande final e os três restantes para a pequena final.

#### Oitavas de final
| Pos. | Bib | Atleta        | País                | Notas |
| ---- | --- | ------------- | ------------------- | ----- |
| 1    | 1   | Éliot Grondin | CAN Canadá          | Q     |
| 2    | 16  | Merlin Surget | FRA França          | Q     |
| 3    | 17  | Adam Lambert  | AUS Austrália       |       |
|      | 32  | Radek Houser  | CZE República Checa | DNS   |

| Pos. | Bib | Atleta            | País          | Notas |
| ---- | --- | ----------------- | ------------- | ----- |
| 1    | 8   | Cameron Bolton    | AUS Austrália | Q     |
| 2    | 24  | Loan Bozzolo      | FRA França    | Q     |
| 3    | 25  | Daniil Donskikh   | ROC           |       |
|      | 9   | Lorenzo Sommariva | ITA Itália    | DNF   |

| Pos. | Bib | Atleta        | País          | Notas |
| ---- | --- | ------------- | ------------- | ----- |
| 1    | 5   | Martin Nörl   | GER Alemanha  | Q     |
| 2    | 21  | Lucas Eguibar | ESP Espanha   | Q     |
| 3    | 12  | Paul Berg     | GER Alemanha  |       |
| 4    | 28  | Jarryd Hughes | AUS Austrália |       |

| Pos. | Bib | Atleta              | País               | Notas |
| ---- | --- | ------------------- | ------------------ | ----- |
| 1    | 20  | Mick Dierdorff      | USA Estados Unidos | Q     |
| 2    | 4   | Alessandro Hämmerle | AUT Áustria        | Q     |
| 3    | 13  | Liam Moffatt        | CAN Canadá         |       |
| 4    | 29  | Huw Nightingale     | GBR Grã-Bretanha   |       |

| Pos. | Bib | Atleta            | País        | Notas |
| ---- | --- | ----------------- | ----------- | ----- |
| 1    | 19  | Tommaso Leoni     | ITA Itália  | Q     |
| 2    | 30  | Léo Le Blé Jaques | FRA França  | Q     |
| 3    | 14  | Lukas Pachner     | AUT Áustria |       |
| 4    | 3   | Jakob Dusek       | AUT Áustria |       |

| Pos. | Bib | Atleta          | País              | Notas |
| ---- | --- | --------------- | ----------------- | ----- |
| 1    | 6   | Omar Visintin   | ITA Itália        | Q     |
| 2    | 11  | Umito Kirchwehm | GER Alemanha      | Q     |
| 3    | 22  | Kalle Koblet    | SUI Suíça         |       |
| 4    | 27  | Glenn de Blois  | NED Países Baixos |       |

| Pos. | Bib | Atleta           | País               | Notas |
| ---- | --- | ---------------- | ------------------ | ----- |
| 1    | 23  | Yoshiki Takahara | JPN Japão          | Q     |
| 2    | 10  | Nick Baumgartner | USA Estados Unidos | Q     |
| 3    | 7   | Hagen Kearney    | USA Estados Unidos |       |
| 4    | 26  | Kevin Hill       | CAN Canadá         |       |

| Pos. | Bib | Atleta          | País               | Notas |
| ---- | --- | --------------- | ------------------ | ----- |
| 1    | 18  | Jake Vedder     | USA Estados Unidos | Q     |
| 2    | 2   | Julian Lüftner  | AUT Áustria        | Q     |
| 3    | 15  | Adam Dickson    | AUS Austrália      |       |
|      | 31  | Filippo Ferrari | ITA Itália         | DNS   |

#### Quartas de final
| Pos. | Bib | Atleta         | País          | Notas |
| ---- | --- | -------------- | ------------- | ----- |
| 1    | 1   | Éliot Grondin  | CAN Canadá    | Q     |
| 2    | 16  | Merlin Surget  | FRA França    | Q     |
| 3    | 24  | Loan Bozzolo   | FRA França    |       |
| 4    | 8   | Cameron Bolton | AUS Austrália |       |

| Pos. | Bib | Atleta              | País               | Notas |
| ---- | --- | ------------------- | ------------------ | ----- |
| 1    | 4   | Alessandro Hämmerle | AUT Áustria        | Q     |
| 2    | 21  | Lucas Eguibar       | ESP Espanha        | Q     |
|      | 20  | Mick Dierdorff      | USA Estados Unidos | DNF   |
|      | 5   | Martin Nörl         | GER Alemanha       | DNF   |

| Pos. | Bib | Atleta            | País         | Notas |
| ---- | --- | ----------------- | ------------ | ----- |
| 1    | 6   | Omar Visintin     | ITA Itália   | Q     |
| 2    | 19  | Tommaso Leoni     | ITA Itália   | Q     |
| 3    | 30  | Léo Le Blé Jaques | FRA França   |       |
|      | 11  | Umito Kirchwehm   | GER Alemanha | DNF   |

| Pos. | Bib | Atleta           | País               | Notas |
| ---- | --- | ---------------- | ------------------ | ----- |
| 1    | 2   | Julian Lüftner   | AUT Áustria        | Q     |
| 2    | 18  | Jake Vedder      | USA Estados Unidos | Q     |
| 3    | 10  | Nick Baumgartner | USA Estados Unidos |       |
|      | 23  | Yoshiki Takahara | JPN Japão          | DNF   |

#### Semifinais
| Pos. | Bib | Atleta              | País        | Notas |
| ---- | --- | ------------------- | ----------- | ----- |
| 1    | 1   | Éliot Grondin       | CAN Canadá  | Q     |
| 2    | 4   | Alessandro Hämmerle | AUT Áustria | Q     |
| 3    | 16  | Merlin Surget       | FRA França  |       |
| 4    | 21  | Lucas Eguibar       | ESP Espanha |       |

| Pos. | Bib | Atleta         | País               | Notas |
| ---- | --- | -------------- | ------------------ | ----- |
| 1    | 2   | Julian Lüftner | AUT Áustria        | Q     |
| 2    | 6   | Omar Visintin  | ITA Itália         | Q     |
| 3    | 18  | Jake Vedder    | USA Estados Unidos |       |
| 4    | 19  | Tommaso Leoni  | ITA Itália         |       |

#### Final
Pequena final
| Pos. | Bib | Atleta        | País               | Notas |
| ---- | --- | ------------- | ------------------ | ----- |
| 5    | 16  | Merlin Surget | FRA França         |       |
| 6    | 18  | Jake Vedder   | USA Estados Unidos |       |
| 7    | 21  | Lucas Eguibar | ESP Espanha        |       |
| 8    | 19  | Tommaso Leoni | ITA Itália         |       |

Grande final
| Pos. | Bib | Atleta              | País        | Notas |
| ---- | --- | ------------------- | ----------- | ----- |
| 01 ! | 4   | Alessandro Hämmerle | AUT Áustria |       |
| 02 ! | 1   | Éliot Grondin       | CAN Canadá  |       |
| 03 ! | 6   | Omar Visintin       | ITA Itália  |       |
| 4    | 2   | Julian Lüftner      | AUT Áustria |       |

Legenda
| Recorde mundial      | Recorde mundial (World record)               |                       | Recorde africano                      | Recorde africano (African) |                                           | Q | Classificado por posição (Qualified) |
| Recorde olímpico     | Recorde olímpico (Olympic record)            | Recorde da América    | Recorde da América (Americas)         | q                          | Classificado por melhor tempo (Qualified) |   |                                      |
| Melhor marca do ano  | Melhor marca do ano (World leading)          | Recorde asiático      | Recorde asiático (Asian)              | DNS                        | Não largou (Did not start)                |   |                                      |
| Recorde nacional     | Recorde nacional (National record)           | Recorde europeu       | Recorde europeu (European)            | DNF                        | Não terminou (Did not finish)             |   |                                      |
| Recorde pessoal      | Recorde pessoal do atleta (Personal best)    | Recorde da Oceania    | Recorde da Oceania (Oceania)          | DSQ / DQ                   | Desclassificado (Disqualified)            |   |                                      |
| Recorde da temporada | Recorde da temporada do atleta (Season best) | Recorde sul-americano | Recorde sul-americano (South America) | NM                         | Sem marca (No mark)                       |   |                                      |